# Ben Feringa
Bernard Lucas "Ben" Feringa (phát âm tiếng Hà Lan: [bɛrnɑrt lykɑs bɛn feːrɪŋɣaː], sinh ngày 18 tháng 5 năm 1951) là một nhà hóa học hữu cơ tổng hợp, chuyên về công nghệ nano và phân tử xúc tác đồng nhất. Ông là giáo sư của Khoa học phân tử Tại học viện hóa học Stratingh, Đại học Groningen, Hà Lan, kiêm giáo sư Học viện và Chủ tịch Hội đồng quản trị của Ban Khoa học của Viện hàn lâm khoa học Hoàng gia Hà Lan. Ông đã nhận được giải Nobel Hóa học 2016, cùng với Fraser Stoddart và Jean-Pierre Sauvage, "cho việc thiết kế và tổng hợp các máy phân tử".